# Tunes (Silves)
Tunes is een plaats (freguesia) in de Portugese gemeente Silves en telt 2022 inwoners (2001).
Tunes is vooral bekend als belangrijk spoorwegknooppunt in Zuid-Portugal.